# Glaucopsyche melanops
The Black-Eyed Blue (Glaucopsyche melanops) là một loài bướm ngày thuộc họ Bướm xanh. Loài này có ở Western part of Nam Âu và Bắc Phi.
Chiều dài cánh trước là 11–13 mm. Chúng bay từ tháng 5 đến tháng 7 tùy theo địa điểm.
Ấu trùng ăn Fabaceae species.

## Hình ảnh

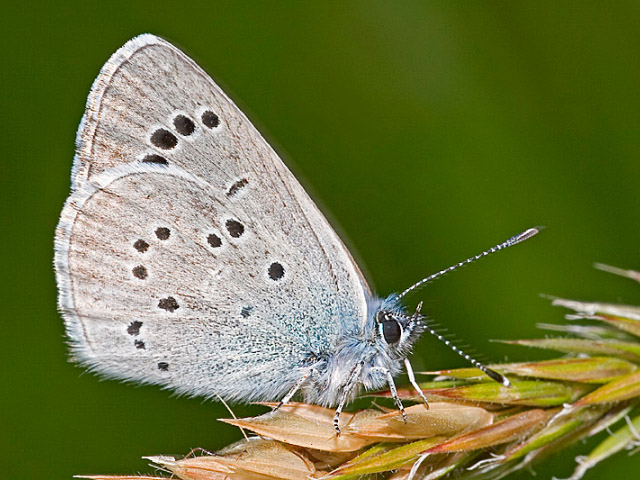
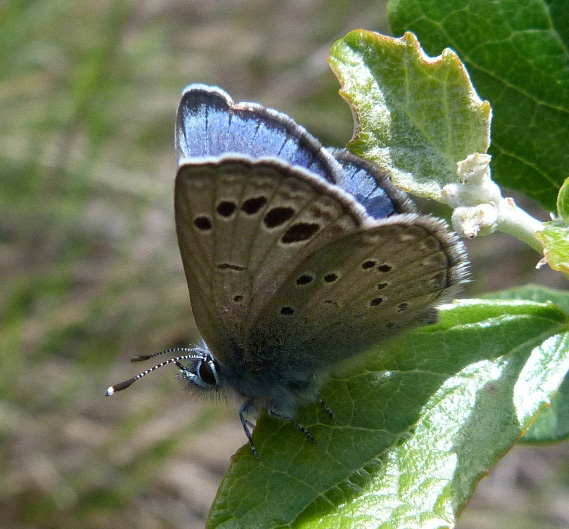
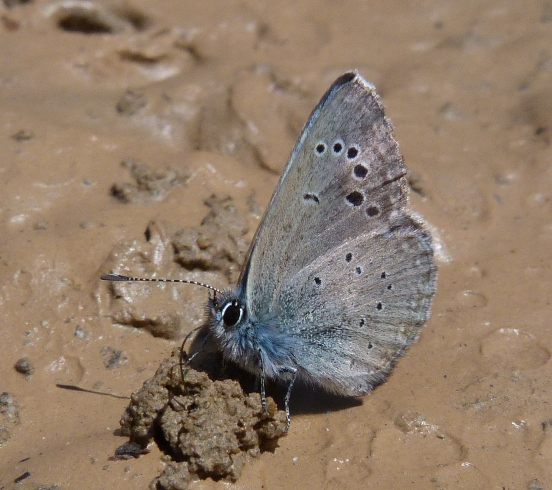